# Lewon Astwazatrjan
Lewon Aramowitsch Astwazatrjan (auch Levon Arami Astvatsatrian und Levon Astvatsaturian, russisch Левон Арамович Аствацатрян; * 3. Januar 1922 in Konstantinopel, heute Istanbul; † 19. Oktober 2002 in Jerewan, Armenien) war ein armenischer Komponist.

## Leben und Werk
Lewon Astwazatrjan wurde in Konstantinopel geboren und wuchs in Frankreich auf. Hier lebte er von 1923 bis 1947. Er besuchte das Collège Parc Impérial  in Nizza und studierte am dortigen  Konservatorium von 1940 bis 1945 Komposition bei Eleuterio Lovreglio (1900–1972). Von 1936 bis 1943 studierte er Komposition am Konservatorium in Cannes. 1947 ging er nach Jerewan. In diesem Jahr komponierte er seine erste Sinfonie und 1948 eine Suite für Orchester. 1949 komponierte er vier Präludien für Klavier und wurde Mitglied in der Vereinigung armenischer Komponisten (Հայաստանի կոմպոզիտորների միություն). Er arbeitete von 1950 bis 1991 als Musikredakteur bei Sowjetakan Groch. 1962 komponierte er die Kantate Дятел [Der Specht] für Chor und Orchester. In den 1960ern schrieb er Klaviermusik, so 1960 eine Sonata breve, 1964 eine Partita und 1969 Prolog i Motet. 1970 komponierte er als Auftragswerk des armenischen Kulturministeriums die Sinfonie Sowjetskaja. Armenia - Hymne an die Jugend für Chor veröffentlichte er 1971. Des Weiteren schrieb er diverse Lieder für Gesang und Klavier.

## Publikationen (Auswahl)
Die bibliographische Datenbank WorldCat beinhaltet mehrere von Astwazatrjan herausgegebene Werke. Eine Ausgabe der Sonata breva aus dem Jahr 1961 trägt die OCLC-Nummer 61888293, eine andere mit der Opuszahl 3 die OCLC 1061633025. Seine Partita für Klavier aus dem Jahr 1968 wird mit der OCLC-Nummer 61888315 geführt. Eine 1973 bei Sowetski Kompositor in Moskau veröffentlichte Sammlung ausgewählter Klavierwerke trägt die OCLC-Nummer 762209115. Eine 1974 in Moskau veröffentlichte Sammlung mit Liedern in russischer und armenischer Sprache führt die OCLC-Nummer 51474415. 1975 gab er in Jerewan eine Sammlung von Liedern verschiedener Komponisten, basierend auf Gedichten des armenischen Autors Awetik Issahakjan, heraus. Sie trägt die OCLC-Nummer 61771309. Die OCLC-Nummer 49242913 trägt ein von ihm 1976 herausgegebener Sammelband mit Romanzen armenischer Komponisten mit armenischen und russischen Texten. Eine 1987 erschienene Ausgabe mit Werken für Klavier so wie mit sinfonischen Werken Astwazatrjans führt die OCLC-Nummer 64212677.

## Einspielungen (Auswahl)
1978 wurde eine Aufnahme der ersten Sinfonie mit den Sätzen Nel Modo Antico, Requiem und Con Allegrezza e Maesta beim Label Melodija veröffentlicht. Ausführende waren das Staatliche Sinfonieorchester Armeniens unter der Leitung des Dirigenten Dawit Chandschjan (1940–1981).